# 楠岡豪
楠岡 豪（くすおか たけし 1920年12月15日 - ）は、日本の通産官僚。元通産省繊維雑貨局長。

## 来歴・人物
東京府立一中、旧制一高、東京帝国大学法学部卒業後、1943年9月に商工省入省。同期に山下英明、三宅幸夫、矢島嗣郎（科技庁官房長、重工業局長、三愛石油開発顧問）、荘清（中小企業庁長官）、新田庚一（経企事務次官）、長橋尚（公益事業局長、中部電力副社長、東邦石油社長）など。
通商局通商調査課長、貿易振興局貿易振興課長、大臣官房審議官などを経て、通商局次長（1968年10月1日 - 1970年10月27日）から、佐藤 - ニクソン会談で早急に日米繊維交渉の政府間交渉を再開することで妥結したため（1970年10月24日）、同期の三宅幸夫が糖尿病で入院していたことから、代わって繊維雑貨局長（1970年10月27日 - 1971年8月13日）に就任した。通産省通商局長には原田明（1969年11月7日 - 1971年6月15日）が引き続いて当たり、外務省経済局長は鶴見清彦から平原毅（1970年8月14日 - 1972年9月29日）に代わっていた。
1970年11月18日に米国議会で米通商法案の審議が再開されるまで、日米両国政府間で1968年秋以来の日米繊維交渉の妥結の目処をつける意向だったことから、宮沢喜一通産大臣の下で、繊維政策課長も務め、駐カナダ大使館参事官時代には日加繊維交渉にも携わってきた経験を生かしピンチヒッターの楠岡が中心となって、既に“終戦処理”のために、業界の「輸出自主規制」に伴う“後ろ向き”の救済措置、および資本と貿易の自由化や一般特恵関税供与などの国際化に対して“前向き”の援助措置といった共に相容れない積極・消極両措置を同一の法律案に一本化するための「産業援助法」案つくりに携わっていた。
1970年はじめ、佐藤 - ニクソン会談では、沖縄返還の代わりに繊維ではアメリカに妥協するという密約が交わされていたという事実が露呈されたりしたが、1968年は、日本にとっていわゆる1965年の「昭和40年不況」から立ち直ったばかりの年で、繊維業者にとって綿製品に、新たに毛・化合繊製品を加えた輸出自主規制はとても受け入れられる要求ではなかった。そのため、通産省は谷口豊三郎（日本繊維産業連盟会長、東洋紡績社長、のち会長）や宮崎輝（日本化学繊維協会会長、旭化成社長、のち会長）、柿坪精吾（日本紡績協会委員長、日東紡績社長（1967年 ~ ）、元海経理事（1962年 ~ ）、同初代事務局長（1961年 ~ ）、元通産省官房審議官、同通商局振興部長、1939年商工省入省）ら国内の繊維業者の後押しを受けて頑強に拒み続けていた。
政府の訓令により「特定十七品目、六ワク」の枠組みを最低ラインに、そこに裁量の幅を若干持たせる形で、牛場信彦駐米大使（1970年7月10日 - 1973年）がフラニガン米大統領補佐官と“合意のため”の再開交渉である第三回日米会談の折衝に入ったが、そののちも交渉がまとまらず、また植村甲午郎経団連会長の訪米もあったが遅遅として合意にまで至らなかった。一方、楠岡は1970年11月20日の牛場への再訓令を前に業界との折衝に当たり、“終戦処理のため”の業界救済策に頭を痛めていた。
1971年3月、日本繊維産業連盟（大屋晋三会長）は、「業界による輸出自主規制」を一方的に宣言したが、ニクソンは拒否、「政府間協定で輸出自主規制」をするか「米国による一方的な輸入割当を実施」するかの二者択一を迫った。
のち、楠岡の後を受けた佐々木敏繊維雑貨局長（1971年8月13日 - 1972年6月23日、のち商工中金理事長）、山下英明通商局長（1971年6月15日 - 1972年6月23日）、田中角栄通産大臣時代の1971年9月21日、ニクソンの使者としてジューリック国務省特別補佐官が来日、10月から日本商品の輸入規制に踏み切ると伝えられたために、同年10月15日、田中通産大臣とケネディ米特使との間で「政府間協定で輸出自主規制」をすることで締結し、アメリカの要求通りの協定を呑まされることとなった。
退官後は、石油開発公団理事、日本地下石油備蓄社長など。